# Mizengo Pinda
Mizengo Pinda (Rukwa, 12 de agosto de 1948) é um político tanzaniano.
Ele foi nomeado Primeiro-ministro da Tanzânia em 9 de fevereiro de 2008 pelo presidente Jakaya Kikwete e esteve no cargo até 20 de novembro de 2015.
Ele estudou Direito na Universidade de Dar es Salaam.